# Ad extirpanda

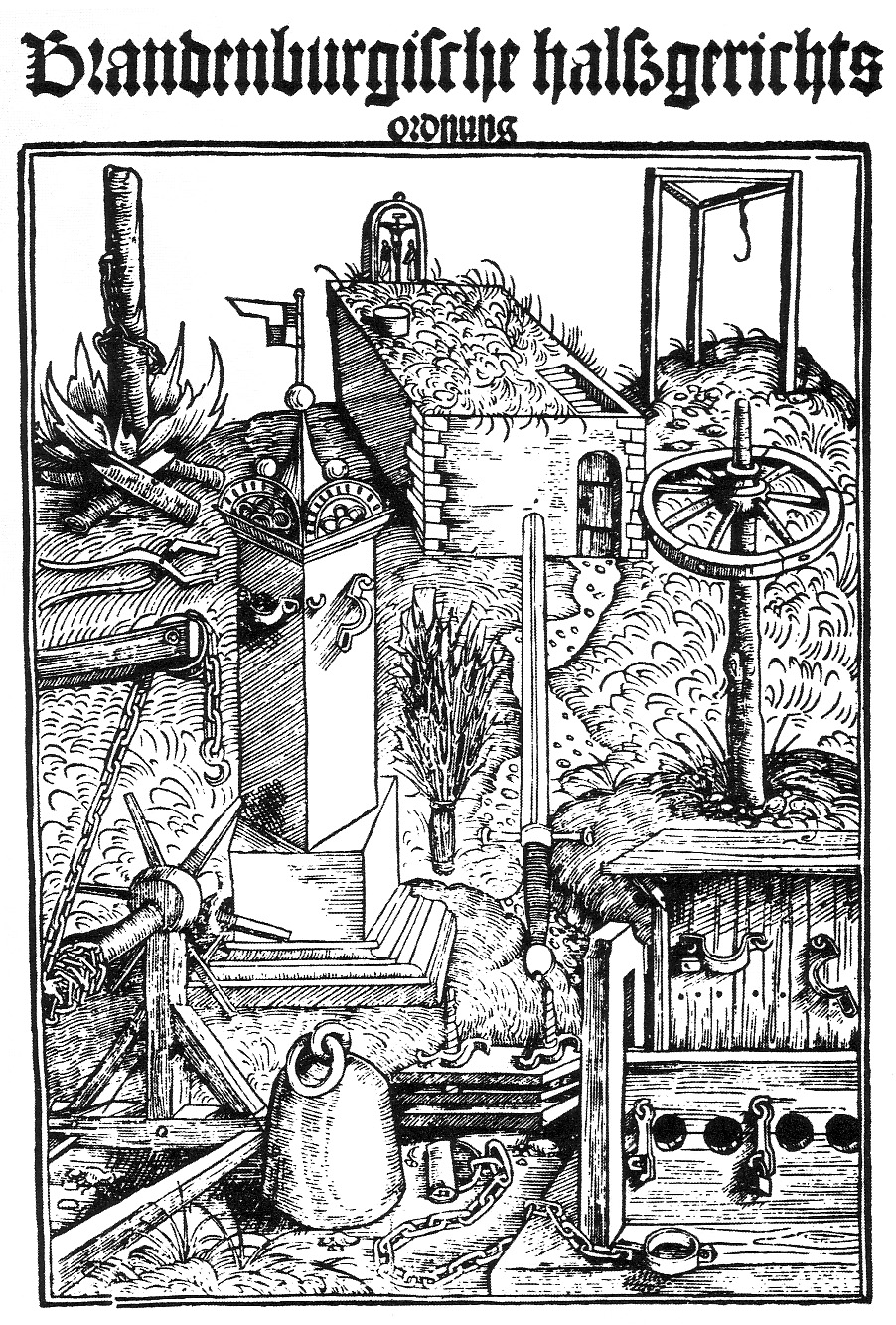
Instrumentos de tortura de Núremberg. Grabado de Erhard Schön (hacia 1500)

La bula Ad extirpanda fue promulgada por el papa Inocencio IV el 15 de mayo de 1252, siendo posteriormente confirmada por Alejandro IV el 30 de noviembre de 1259, y por Clemente IV el 3 de noviembre de 1265. En ella, dado que desde tiempos de Inocencio III la herejía era considerada un crimen de lesa majestad, se autorizaba a la Inquisición pontificia el uso de la tortura como medio confesional para obtener la legitimación de los herejes.

## Contenido
Originariamente los inquisidores no estuvieron autorizados a utilizar la tortura contra los herejes, pero en la constitución Ad extirpanda se decía:

Además, el funcionario o Rector debe obtener de todos los heréticos que ha capturado una confesión por la tortura sin dañar el cuerpo o causar peligro de muerte, pues son, en verdad ladrones y asesinos de almas y apóstatas de los sacramentos de Dios y de la fe cristiana. Deben confesar sus errores y acusar a otros heréticos que conozcan, así como a sus cómplices, encubridores, correligionarios y defensores, así como se obliga a los granujas y ladrones de bienes mundanos a delatar a sus cómplices y confesar los males que han perpetrado.

Así pues, en 1252 el papa Inocencio IV, tras proclamar que «los heréticos eran ladrones y asesinos de almas, y que no debían ser tratados mejor que si fuesen literalmente ladrones y asesinos», legaliza y reglamenta el uso de la tortura en el proceso inquisitorial.
La herejía era un delito difícil de probar y además era un delito compartido, ya que los herejes no existían individualmente, de ahí la necesidad de los inquisidores, reflejada en la constitución Ad extirpanda, de conseguir los nombres de los otros herejes. En el siglo XIV la jurisdicción francesa distinguía entre la question prèpartoire, la tortura aplicada para obtener una confesión, y la question préalable, la tortura aplicada después de la confesión y cuyo objetivo era obtener el nombre de los cómplices.
Esta bula también concedió a los monarcas del tiempo una parte de los bienes confiscados a los herejes hallados culpables, así como antes se daban semejantes concesiones a los delatores de herejes.